# Romlund Sogn
Romlund Sogn er et sogn i Viborg Domprovsti (Viborg Stift).
I 1800-tallet var Fiskbæk Sogn og Romlund Sogn annekser til Vorde Sogn. Alle 3 sogne hørte til Nørlyng Herred i Viborg Amt. Vorde-Fiskbæk-Romlund sognekommune blev ved kommunalreformen i 1970 indlemmet i Viborg Kommune.
I Romlund Sogn ligger Romlund Kirke.
I sognet findes følgende autoriserede stednavne:
- Boller (bebyggelse, ejerlav)
- Kirkebæk (bebyggelse, ejerlav)
- Romlund (bebyggelse, ejerlav)
- Vesbæk (bebyggelse, ejerlav)